# Sœurs crucifiées adoratrices de l'Eucharistie
Les Sœurs crucifiées adoratrices de l'Eucharistie (en latin : Congregationem Sororum Crucifixarum Adorantium Eucharistiam) est une congrégation religieuse féminine de droit pontifical vouée à la prière et aux soins des orphelins.

## Historique
La congrégation est fondée à Naples le 21 novembre 1885 par Madelaine Notari (1847-1899) en religion Mère Marie Pie de la Croix pour pratiquer l'adoration eucharistique et rendre un culte spécial à la Passion du Christ et à Notre-Dame des Douleurs.
L'institut est reconnu de droit diocésain le 23 juin 1892 par le cardinal Guglielmo Sanfelice d'Acquavella, archevêque de Naples ; il reçoit le décret de louange le 21 novembre 1899 et l'approbation définitive du Saint-Siège le 10 février 1915.
Une sœur de l'institut, Marie de la Passion Tarallo est béatifiée en 2006.

## Activités et diffusion
Les sœurs se vouent à l'adoration eucharistique, à la Passion de Jésus et aux douleurs de Marie, elles confectionnent des hosties et des ornements liturgiques et s'adonnent à l'enseignement, spécialement des orphelins.
Elles sont présentes en Italie et aux Philippines. La maison-mère se trouve à Naples.
En 2017, la congrégation comptait 158 religieuses dans 16 maisons.